# Kleptokracija
Kleptokracija je oblik političke i državne koruptivne vladavine, u kojoj ljudi na vlasti upravljaju državom na način da gledaju kako da prvenstveno sebi, svojim bližnjima i svojim bliskim suradnicima povećaju osobno bogatstvo i političku moć na štetu općeg pučanstva. Riječ potiče od grčkih riječi κλέπτης ("lopov") i κράτος ("vladati") i doslovno znači "vladavina lopova". 
Kleptokracija je pravilu pejorativni izraz koji se rabi za opisivanje zemalja i režima u kojima je korupcija na najvišim razinama vlasti dosegla takve razmjere da se smatra institucijom poretka, odnosno da se prakticira s malo ili bez ikakvog prikrivanja ili izgovora. 
Izraz "kleptokracija" se tradicionalno vezuje uz zemlje Trećeg svijeta, a u posljednja dva desetljeća i za određene postkomunističke zemlje Istočne Europe. 

## Vanjske poveznice
- Knjiga Afera plagijat - otvoreni dossier  Arhivirana inačica izvorne stranice od 29. srpnja 2014. (Wayback Machine)